# Pomatorhin de Phayre
Pomatorhinus phayrei
Espèce
Statut de conservation UICN

 LC  : Préoccupation mineure
Le Pomatorhin de Phayre (Pomatorhinus phayrei) est une espèce de passereaux de la famille des Timaliidae.
Son nom commémore l'officier et naturaliste britannique Arthur Purves Phayre (en) (1812-1885).

## Répartition et sous-espèces
- P. p. phayrei Blyth, 1847 — Manipur et sud-ouest de la Birmanie ;
- P. p. stanfordi Ticehurst, 1935 — Inde du Nord-Est et Yunnan ;
- P. p. albogularis Blyth, 1855 — sud-est de la Birmanie, nord-ouest de la Thaïlande et nord-ouest du Laos ;
- P. p. orientales Delacour, 1927 — sud du Yunnan et nord de l'Indochine ;
- P. p. dickinsoni Eames, 2002 — sud du Laos et centre du Viêt Nam ;